# Ixodes jacksoni
Ixodes jacksoni este o specie de căpușe din genul Ixodes, familia Ixodidae, descrisă de Harry Hoogstraal în anul 1967. Conform Catalogue of Life specia Ixodes jacksoni nu are subspecii cunoscute.